# Fomitiporia tabaquilio
Fomitiporia tabaquilio är en svampart som först beskrevs av Urcelay, Robledo & Rajchenb., och fick sitt nu gällande namn av Decock & Robledo 2008. Fomitiporia tabaquilio ingår i släktet Fomitiporia och familjen Hymenochaetaceae.   Inga underarter finns listade i Catalogue of Life.